# Microusambilla cylindricollis
Microusambilla cylindricollis är en insektsart som först beskrevs av Willy Adolf Theodor Ramme 1929.  Microusambilla cylindricollis ingår i släktet Microusambilla och familjen Lentulidae. Inga underarter finns listade i Catalogue of Life.